# ألدو راي
ألدو راي (25 سبتمبر 1926 - 27 مارس 1991)، هو ممثل سينما والتلفزيون أمريكي. بدأ حياته المهنية كلاعب متعاقد مع كولومبيا بيكتشرز، قبل أن يحقق النجومية من خلال أدواره في «The Marrying Kind» و «Pat and Mike» التي أكسبته ترشيحًا لجوائز الغولدن غلوب.

## روابط خارجية
ألدو راي على موقع IMDb (الإنجليزية)
- ألدو راي على موقع روتن توميتوز (الإنجليزية)
- ألدو راي على موقع تيرنر كلاسيك موفيز (الإنجليزية)
- ألدو راي على موقع أول موفي (الإنجليزية)
- ألدو راي على موقع إن إن دي بي (الإنجليزية)
- ألدو راي على موقع قاعدة بيانات الفيلم (الإنجليزية)